# Mijaín López Núñez
Mijaín López Núñez (Consolación del Sur, 20 de agosto de 1982) es un exluchador grecorromano cubano. Considerado ampliamente como uno de los mejores luchadores de todos los tiempos, es el único deportista en la historia en lograr cinco medallas de oro olímpicas individuales en ediciones diferentes de manera consecutiva en los Juegos Olímpicos,culminando con su último oro en París 24. Es pentacampeón mundial y de los Juegos Panamericanos. Además, es el hermano menor de Michel López Núñez, un boxeador amateur cubano.
Participó como delegado de Cuba en el Festival Mundial de la Juventud y los Estudiantes en Sudáfrica en 2010. El 3 de julio de 2024, él y la judoca cubana Idalys Ortíz fueron designados como abanderados de los Juegos Olímpicos de París 2024.
López comenzó a luchar a los 10 años, destacándose por su gran estatura. En su primera competencia importante, el Campeonato Mundial de 2002, terminó en el puesto 13 en la categoría de 120 kg. En los siguientes años, ganó múltiples títulos mundiales y panamericanos, destacando por su habilidad y competitividad. Entre 2004 y 2012, López solo quedó fuera de los tres primeros en una competencia internacional importante una vez. 
Ganó su primera medalla de oro olímpica en los Juegos de Beijing 2008 y defendió exitosamente su título en Londres 2012 y Río de Janeiro 2016. En Tokio 2020, logró su cuarta medalla de oro consecutiva, uniéndose a un selecto grupo de atletas, como Michael Phelps y Al Oerter.En los Juegos Olímpicos de París 2024, se convirtió en el único atleta en defender el oro en cinco participaciones consecutivas distintas en los Juegos Olímpicos, en modalidad individual.

## Biografía
Nacido en Herradura, Pinar del Río, López inicialmente se inclinó por el béisbol antes de dedicarse a la lucha grecorromana. Desde joven, demostró su talento ganando múltiples medallas en competencias nacionales e internacionales. Fue entrenado por Raúl Trujillo y Luis de la Portilla, ex comisionado nacional de la Lucha Cubana.
López es licenciado en Cultura Física por la Universidad de las Ciencias de la Cultura Física y el Deporte "Manuel Fajardo".

## Trayectoria deportiva

### Inicios (2002-2008)
En 2002, participó en su primer Campeonato Mundial en Moscú, terminando en el puesto 13. Un año después, en el Campeonato Mundial en Francia, finalizó en el puesto 16, pero ganó la medalla de oro en los Juegos Panamericanos de Santo Domingo en 2003.
En 2004, compitió en sus primeros Juegos Olímpicos en Atenas, donde terminó quinto tras perder en la ronda clasificatoria por 0-5, aunque a la postre terminaría con un total de 15-5 contra todos sus oponentes. En 2005, ganó su primer título mundial en Budapest, superando al húngaro Mihaly Bárdos. Desde entonces, López dominó la categoría de 120 kg en la lucha grecorromana, ganando múltiples títulos mundiales hasta 2014. 
En 2005, López ganó la Copa del Mundo en Teherán, Irán, y el Campeonato Panamericano en Ciudad de Guatemala.
En 2006, participó en el Campeonato Mundial en Guangzhou, China, donde llegó a la final, pero perdió ante el ruso Khasan Baroev, llevándose la medalla de plata. En el Campeonato Mundial de 2007 en Bakú, Azerbaiyán, López ganó la medalla de oro al vencer a Baroev. Ese mismo año, obtuvo la medalla de oro en los Juegos Panamericanos de Río de Janeiro, superando al estadounidense Dremiel Byers.

### Periodo Olímpico (2008-2024)

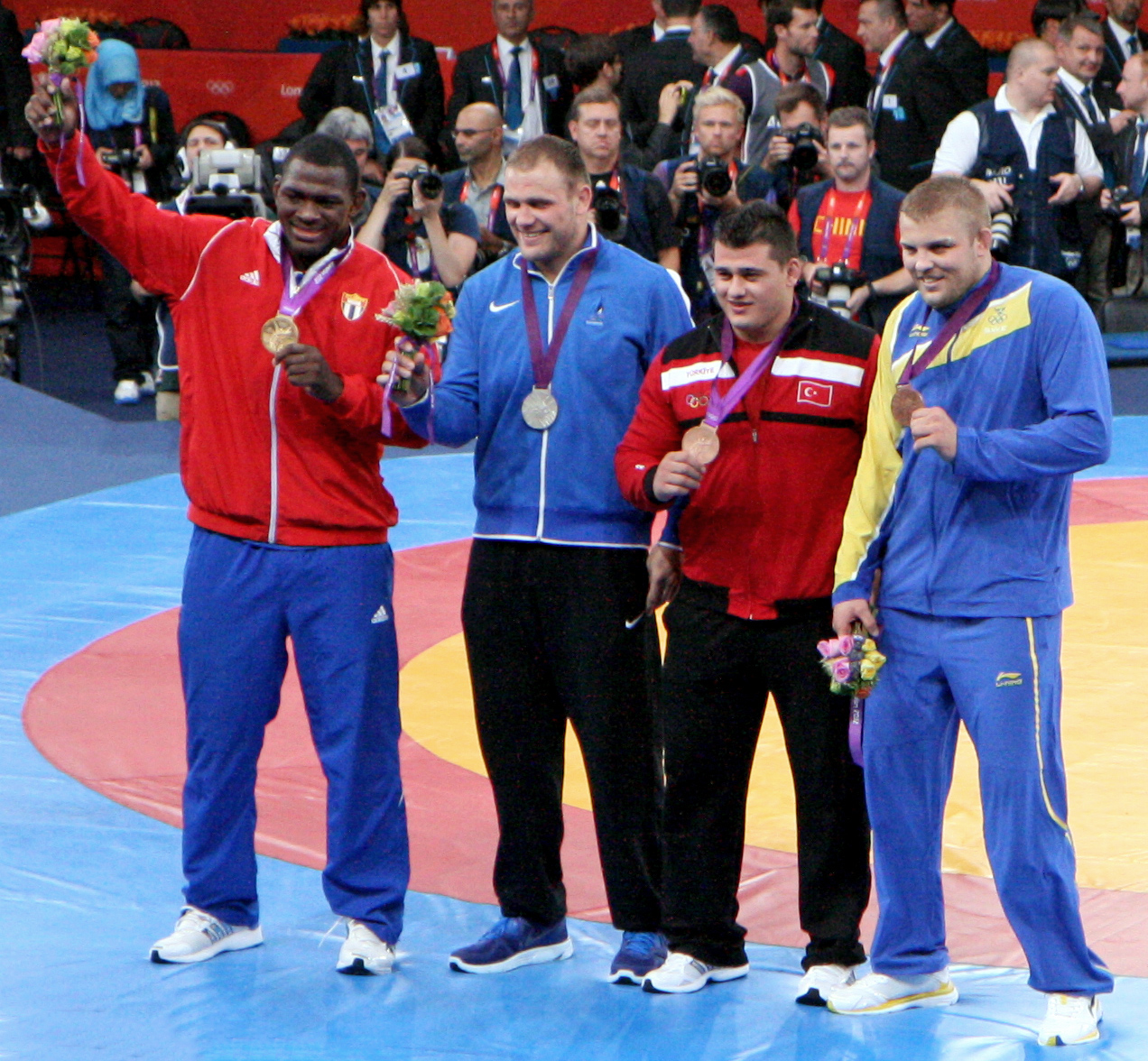
López (en el extremo izquierdo) durante la ceremonia de entrega de medallas de los Juegos Olímpicos de 2012

En 2008 en los Juegos Olímpicos de Beijing, López ganó su primera medalla de oro olímpica en la categoría de 120 kg. Durante estos años, mantuvo un rendimiento destacado en el área americana, sobresaliendo en los Campeonatos Panamericanos de Santo Domingo 2003, Río de Janeiro 2007, y Guadalajara 2008, todos en la división superpesada del estilo grecorromano.
En los Juegos Olímpicos de Londres 2012, defendió con éxito su título, convirtiéndose en uno de los pocos luchadores en ganar múltiples medallas de oro olímpicas en la misma categoría.
En 2015, López fue derrotado por el turco Riza Kayaalp en el Campeonato Mundial. Sin embargo, en los Juegos Olímpicos de Río 2016, avanzó a su tercera final olímpica consecutiva y venció a Kayaalp, obteniendo su tercera medalla de oro olímpica consecutiva.
Entre 2018 y 2019, López compitió en los Juegos Centroamericanos y del Caribe y en los Juegos Panamericanos, respectivamente, ganando la medalla de oro en ambos eventos. A pesar de la inactividad causada por la pandemia de COVID-19, López participó en los Juegos Olímpicos de Tokio 2020. En Tokio, venció a sus oponentes de Rumania (9-0) e Irán (8-0) y derrotó a Riza Kayaalp en semifinales sin permitirle marcar ningún punto. En la final, ganó frente a Iakobi Kajaia (GEO), obteniendo su cuarta medalla de oro olímpica consecutiva. Este logro convirtió a López en el sexto atleta en la historia en alcanzar cuatro medallas de oro consecutivas en el mismo evento individual en los Juegos Olímpicos.

#### Retiro profesional
En los Juegos Olímpicos de París 2024, logró su quinta medalla de oro olímpica consecutiva al derrotar a Yasmani Acosta en la final (6-0) y se convirtió en el primer atleta en alcanzar cinco medallas de oro consecutivas en el mismo evento individual en los Juegos Olímpicos.Tras la victoria, en un acto tradicional, López se quitó los botines, marcando su retiro oficial de la lucha grecorromana.

## Palmarés internacional
| Juegos Olímpicos     | Juegos Olímpicos           | Juegos Olímpicos | Juegos Olímpicos | Juegos Olímpicos |
| Año                  | Lugar                      | Medalla          | Categoría        | Resumen |
| -------------------- | -------------------------- | ---------------- | ---------------- | --- |
| 2008                 | Pekín (China)              | Medalla de oro   | –120 kg          | 18-2 contra todos sus oponentes antes de la final, 6-1 en el combate por la medalla de oro vs Jasán Baróyev (RUS)      |
| 2012                 | Londres (Reino Unido)      | Medalla de oro   | –120 kg          | 11-0 contra todos sus oponentes antes de la final, 3-0 en el combate por la medalla de oro vs Heiki Nabi (EST)         |
| 2016                 | Río de Janeiro (Brasil)    | Medalla de oro   | –130 kg          | 10-0 contra todos sus oponentes antes de la final, 6-0 en el combate por la medalla de oro vs Rıza Kayaalp (TUR)       |
| 2020                 | Tokio (Japón)              | Medalla de oro   | –130 kg          | 19-0 contra todos sus oponentes antes de la final, 5-0 en el combate por la medalla de oro vs Iakobi Kajaia (GEO)      |
| 2024                 | Paris (Francia)            | Medalla de oro   | –130 kg          | 14-2 contra todos sus oponentes antes de la final, 6-0 en el combate por la medalla de oro vs Yasmani Acosta (CHI)     |
| Campeonato Mundial   |                            |                  |                  | |
| Año                  | Lugar                      | Medalla          | Categoría        | Resumen |
| 2005                 | Budapest (Hungría)         | Medalla de oro   | –120 kg          | 52-0 contra todos sus oponentes antes de la final, 7-1 en el combate por la medalla de oro vs Mihály Deák-Bárdos (HUN) |
| 2006                 | Guangzhou (China)          | Medalla de plata | –120 kg          | 40-0 contra todos sus oponentes antes de la final, 0-12 en el combate por la medalla de oro vs Jasán Baróyev (RUS)     |
| 2007                 | Bakú (Azerbaiyán)          | Medalla de oro   | –120 kg          | 49-9 contra todos sus oponentes antes de la final, 2-2 en el combate por la medalla de oro vs Jasán Baróyev (RUS)      |
| 2009                 | Herning (Dinamarca)        | Medalla de oro   | –120 kg          | 25-0 contra todos sus oponentes antes de la final, 6-1 en el combate por la medalla de oro vs Dremiel Byers (USA)      |
| 2010                 | Moscú (Rusia)              | Medalla de oro   | –120 kg          | 21-0 contra todos sus oponentes antes de la final, 4-0 en el combate por la medalla de oro vs Yury Patrikeyev (ARM)    |
| 2011                 | Estambul (Turquía)         | Medalla de plata | –120 kg          | 16-0 contra todos sus oponentes antes de la final, 0-4 en el combate por la medalla de oro vs Rıza Kayaalp (TUR)       |
| 2014                 | Taskent (Uzbekistán)       | Medalla de oro   | –130 kg          | 25-2 contra todos sus oponentes antes de la final, 2-0 en el combate por la medalla de oro vs Rıza Kayaalp (TUR)       |
| 2015                 | Las Vegas (Estados Unidos) | Medalla de plata | –130 kg          | 15-1 contra todos sus oponentes antes de la final, 4-0 en el combate por la medalla de oro vs Rıza Kayaalp (TUR)       |
| Juegos Panamericanos |                            |                  |                  | |
| Año                  | Lugar                      | Medalla          | Categoría        | Resumen |
| 2003                 | Santo Domingo (Costa Rica) | Medalla de oro   | –120 kg          | |
| 2007                 | Río de Janeiro (Brasil)    | Medalla de oro   | –120 kg          | |
| 2011                 | Guadalajara (México)       | Medalla de oro   | –120 kg          | |
| 2015                 | Toronto (Canadá)           | Medalla de oro   | –130 kg          | |
| 2019                 | Lima (Perú)                | Medalla de oro   | –130 kg          | |